# Thuidium assurgens
Thuidium assurgens là một loài rêu trong họ Thuidiaceae. Loài này được (Sull. & Lesq.) Mitt. mô tả khoa học đầu tiên năm 1891.